# Geissaspis
Geissaspis es un género de plantas con flores  perteneciente a la familia Fabaceae. Comprende 47 especies descritas y de estas, solo 4 aceptadas.

## Descripción
Son hierbas. Estípulas membranosas, estimulado por debajo del punto de inserción. Hojas paripinnadas, 4-folioladas, foliolos opuestos, subsésiles. Inflorescencias axilares o terminales en racimos; pedúnculo largo, brácteas membranosas, estriado, persistente, ciliado grande, reniforme, imbricadas. Flores pequeñas. Bractéolas ausentes. Hipantio corto. Cáliz tubular, membranosa, profundamente 2 de labios labio, abaxial con lóbulos poco visibles, labio adaxial todo y a menudo cuculado. Corola de color púrpura o amarillo, 2.3 × tan largas como el cáliz; norma casi orbicular, casi engordados, sin pabellón auricular, alas más cortas que las estándar, oblicuamente obovadas, sin pabellón auricular; quilla corta.  Leguminosas  pequeñas, infladas, poco estipitadas, indehiscentes, reticuladas veteadas, el margen visible aplanado, con 1 o 2 partes. Semillas 1 por parte.

## Taxonomía
El género fue descrito por Wigth & Arn. y publicado en Prodromus Florae Peninsulae Indiae Orientalis 217. 1834.

## Especies aceptadas
A continuación se brinda un listado de las especies del género Geissaspis aceptadas hasta abril de 2013, ordenadas alfabéticamente. Para cada una se indica el nombre binomial seguido del autor, abreviado según las convenciones y usos:
- Geissaspis cristata Wight & Arn.
- Geissaspis keilii De Wild.
- Geissaspis psittacorhyncha (Webb) Taub.
- Geissaspis tenella Benth.